# 近衛敏明
近衛 敏明（このえ としあき、1911年7月3日 - 没年不明）は、日本の俳優。北海道岩見沢市出身。本名は柿崎 敏一、旧芸名は近江敏明。趣味は音楽鑑賞。

## 来歴・人物
早稲田大学経済学部卒業。
1934年、松竹蒲田撮影所に入り、同年の『会社員閣下』で主演する。誠実な青年役で注目を集めた。また、松竹の看板スターだったが、1935年に松竹を退社した藤井貢が主演していた『若旦那』シリーズに藤井の跡を継いで主演した。1930年代半ばから清水宏監督などのメロドラマで主役を演じたが、次第に脇役に回っていった。本人も「脇役のほうに持ち味があると自他ともに認めた」と語っている。1937年頃に上原謙、夏川大二郎、徳大寺伸と第八芸術（=映画）にちなんだ研究会「8クラブ」を結成し、毎月、演劇や音楽関係の有識者を呼んで、講演会を開いていた。戦中は『迎春花』『サヨンの鐘』では李香蘭の相手役として共演している。
戦後は、小太りな体と黒縁眼鏡が特徴の脇役俳優として活躍した。大映、松竹の所属を経て、フリーとなる。1958年頃から新東宝の映画に出演し、石井輝男監督の作品などで腹黒い好色漢などの悪役を演じた。新東宝の倒産後はテレビドラマでも活躍した。

## 出演作品

### 映画
- 会社員閣下（1934年、松竹）

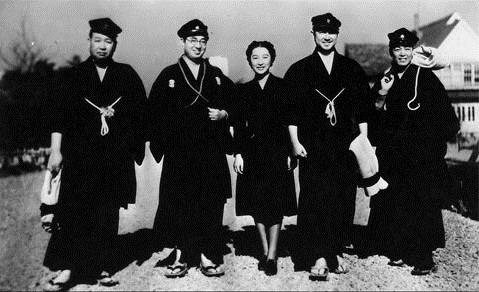
『居候は高鼾』（1939年）左から二番目。左は大山健二、右から日守新一、夏川大二郎、高峰三枝子。

- 大学の若旦那・日本晴れ（1935年、松竹） - 山下
- 若旦那 春爛漫（1935年、松竹） - 百太郎
- 永久の愛（1935年、松竹） - 藤木
- 若旦那 百万石（1936年、松竹） - 万太郎
- 大学よいとこ（1936年、松竹） - 大学生藤木
- 浅草の灯（1937年、松竹） - 仁村
- 按摩と女（1938年、松竹） - ハイキングの学生
- 純情二重奏（1939年、松竹） - その夫
- 西住戦車長伝（1940年、松竹） - 高梨中隊長
- みかへりの塔（1941年、松竹） - 水野先生
- 戸田家の兄妹（1941年、松竹） - 夫雨宮
- 歌女おぼえ書（1941年、松竹） - 新家の旦那
- 愛国の花（1942年、松竹） - 軍医
- 迎春花（1942年、満映） - 村川武雄
- サヨンの鐘（1943年、松竹） - 武田先生
- 王将（1948年、大映） - 後援者幹事中浜
- 痴人の愛（1949年、大映） - 杉本
- 源氏物語（1951年、大映） - 左馬頭
- 阿波狸屋敷（1952年、大映） - 高須の隠元
- 西鶴一代女（1952年、新東宝） - 松平晴隆
- 大佛開眼（1952年、大映） - 吉備ノ真備
- 西陣の姉妹（1952年、大映） - 横山岩次
- 地獄門（1953年、大映） - 真澄
- 凸凹太閤記（1953年、大映） - 足軽市助
- 君の名は第三部（1954年、松竹） - 郡山調査員
- ここに泉あり（1955年、中央映画） - 石塚
- 張込み（1958年、松竹） - 深川署刑事課長
- 白線秘密地帯（1958年、新東宝） - 須藤
- 女王蜂の怒り（1958年、新東宝） - 小沢
- 女体渦巻島（1960年、新東宝） - 本田
- 女王蜂と大学の龍（1960年、新東宝） - 土橋剛造
- セクシー地帯（1961年、新東宝） - 関西弁の紳士
- コント55号 人類の大弱点（1969年、東宝） - 大日本福祉協会の理事

### テレビドラマ
- 獅子文六アワー（NTV）
  - あばあさん（1956年）
  - 悦ちゃん（1956年）
  - お嬢さん先生 信子（1957年）
- 月曜日の秘密（NTV）
  - 第1話「犯罪と毒薬」（1957年）
  - 第5話「ある夫婦」（1957年）
- 山一名作劇場 アユと競馬（1957年、NTV）
- 雑草の歌（NTV）
  - 第34話「愛の二人三脚」（1958年）
  - 第41話「かえらぬ青春」（1959年）
- 母と子 第37話「秘密のノート」（1959年、KR）
- 夫婦百景（NTV） 
  - 第100話「渡り初め」（1960年）
  - 第103話「髭と女房」（1960年）
  - 第111話「技能賞女房」（1960年）
  - 第130話「学生夫婦」（1960年）
  - 第151話「銀座夫婦」（1961年）
- 僕らのチャンピオン 第35 - 40話「川上哲治」（1960年、CX）
- 慎太郎ミステリー・暗闇の声（KR）
  - 女神（1960年）
  - ある微笑（1960年）
- 指名手配（NET）
  - 第49・50話「殴り込み」（1960年）
  - 第53 - 57話「此の天に背く者」（1960年）
  - 第106話「第四次総合手配逮捕第一号」（1961年）
  - 第129・130話「ナイトクラブの黒い影」（1962年）
- ゴールデン劇場（NTV）
  - 銀座慕情（1960年）
  - 婦人靴（1961年）
- 東芝日曜劇場 第210話「坂の多い町」（1960年、TBS）
- 侍（CX）
  - 第7話「阿地川盤獄」（1960年）
  - 第13話「大将首」（1961年）
- 東レサンデーステージ 第27話「2 in 1」（1961年、NTV）
- シャープ火曜劇場 第6話「忘れ得ぬ人」（1961年、CX）
- 愛の劇場 第111話「結婚予約」（1961年、NTV） - 夫の弁護士
- 特別機動捜査隊（NET）
  - 第11話「夜の手配師」（1961年）
  - 第104話「爆音地帯」（1963年）
  - 第284話「こどもの暦」（1967年）
  - 第322話「寒いクリスマス」（1967年）
- 人生の四季 第34話「生命新しく」（1962年、NTV）
- 浪曲ドラマ 鼠小僧次郎吉（1962年、NHK）
- お気に召すまま 第5話「幽霊会社」（1962年、NET）
- 短い短い物語 第57話「絨毯」（1962年、NET）
- ダイヤル110番 第277話「カッコいい奴」（1963年、NTV）
- 判決（NET）
  - 第102話「生きぬく」（1964年）
  - 第135話「若い波」（1965年） - 市会議員・平松省吾
- 乗っていたのは二十七人 第7話「誘惑」（1965年、NET）
- ささやかな願い（1966年、12ch）
- 若者たち 第6話（1966年、CX）
- ウルトラマン（TBS）
  - 第13話「オイルSOS」（1966年） - 製油所所長
  - 第30話「まぼろしの雪山」（1967年） - 秋田
- 快獣ブースカ（1967年） - 城西警察署長
  - 第15話「バラサで行こう!」
  - 第18話「こちらブースカ! 110番」
  - 第30話「スピード銃に気をつけろ!」
- あゝ同期の桜 第20話「終戦秘話・平和の灯」（1967年、NET）
- 女殺し屋 花笠お竜 第9話「女が燃えれば鈴が鳴る」（1969年、12ch）